# コスタス・カラマンリス
コスタス（コンスタンディノス）・カラマンリス（ギリシャ語：Κωστας (Κωνσταντίνος) Αλεξάνδρου Καραμανλής、英語：Costas Karamanlis、1956年9月14日 - ）は、ギリシャの政治家。保守系政党新民主主義党の党首。首相を務めた。1950年代から1990年代にかけて数度に渡って首相と大統領を務め、ギリシャの政治を牽引したコンスタンディノス・カラマンリスの甥に当たる。

## 経歴
1956年9月14日にアテネで誕生した。アテネ大学法学部に学んだ後、アメリカ合衆国のタフツ大学フレッチャー法律外交大学院で大学院教育を受け、国際関係論と外交史により政治学博士号を取得した。
1989年の選挙で伯父が創設した新民主主義党の所属でテッサロニキ選挙区に出馬し、初当選する。1997年に党が前年の総選挙で敗北した後を受けて党首に選出されたが、2000年の総選挙でも与党全ギリシャ社会主義運動 (PASOK) に敗北した。
2004年3月7日の総選挙で若き党首として新民主主義党を勝利に導き、3月10日にギリシャ共和国の首相に任命された。彼はギリシャにおける最年少かつ初の戦後生まれの首相である。同年5月にトルコのエルドアン首相との会談で、トルコのヨーロッパ連合への加盟を支持すると発言した。
2007年の総選挙でも支持率を落としながらも辛勝し、政権を維持した。しかし世界的な経済危機の影響等から経済が低迷し、若者の暴動が起きるなど社会不安が増大し、支持率が低下した。この為2009年秋に議会を解散して国民に信を問うたが、PASOKに敗北して下野することになった。